# 弘済寺

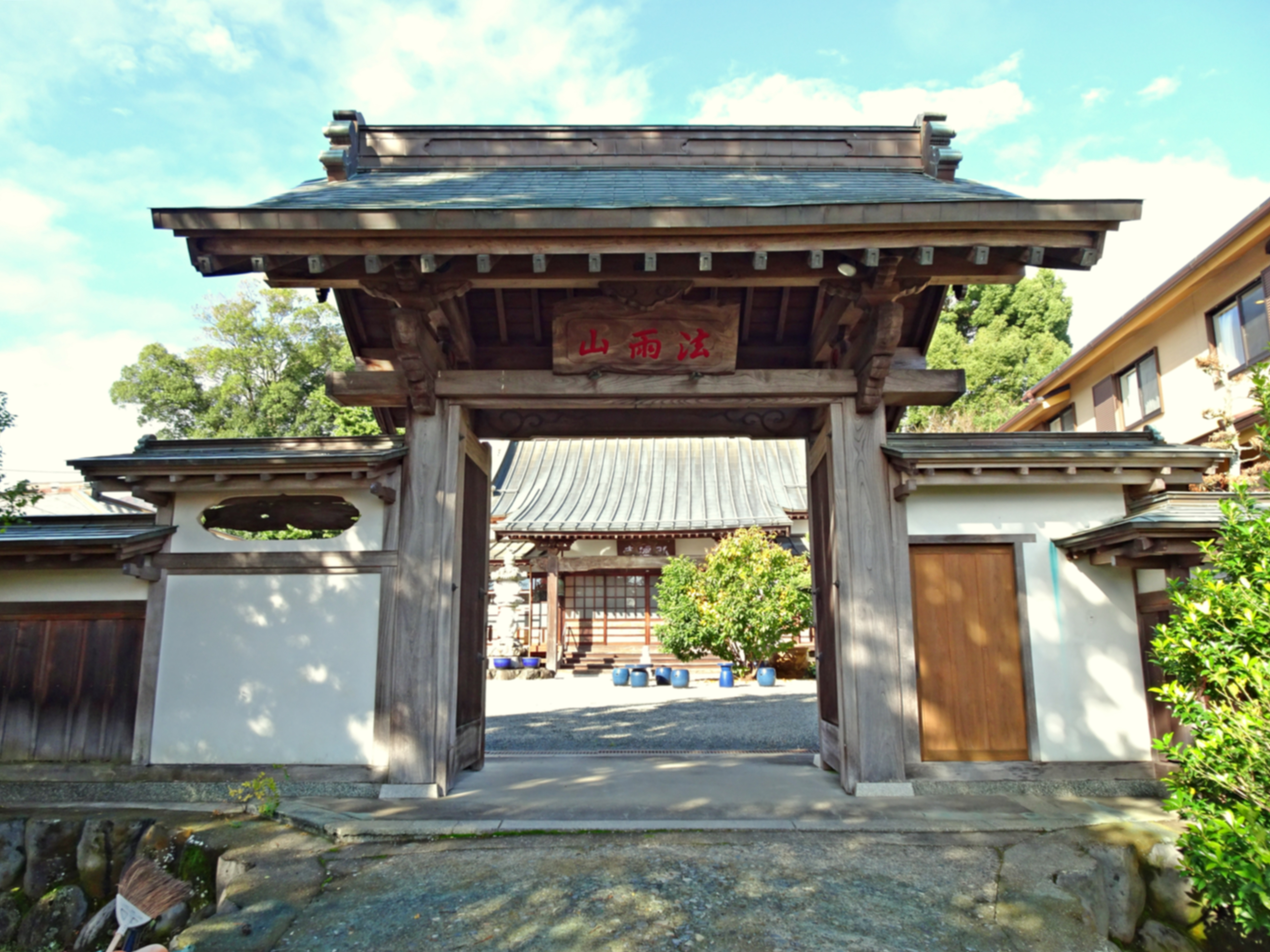
弘済寺山門

弘済寺（こうさいじ）は、神奈川県南足柄市弘西寺に所在する東寺真言宗の寺院。本尊は不動明王、南足柄七福寺めぐり（廃寺善福寺）預かり寺である。弘済密寺（こうさいみつじ）とも称される。

## 歴史
弘済寺の創建年代等は不詳ながら、新編相模国風土記稿によれば、室町時代の初期となる、1409年（応永16年）に僧「栄海」によって中興とされている。境内にある地蔵堂に安置されている木造地蔵菩薩坐像は、鎌倉時代から南北朝期の仏像とされており、開山はそれ以前であったと推察されている。
また矢倉明神社（現足柄神社）の別当寺を勤めていたとされる。万葉の時代から、足柄街道（旧東海道）の要所にあったこの地に、現世利益（この世においておかげを授かる）の密教寺院として、現在に至る。

## 文化財
- 木造地蔵菩薩座像（南足柄市指定文化財[注釈 1]）

## アクセス
電車・バス
- 大雄山線大雄山駅より徒歩約25分（2km）
- 大雄山駅より地蔵堂方面行きバスにて6分（弘西寺バス停下車）＋徒歩3分。
- 大雄山駅よりタクシーにて5分。

乗用車
- 東名高速道路大井松田インターチェンジから約7Km。約15分

駐車場は境内西側にある。